# Coal All Island
Coal All Island är en ö i Kanada.   Den ligger i provinsen Newfoundland och Labrador, i den östra delen av landet, 1 600 km öster om huvudstaden Ottawa. Arean är 8,8 kvadratkilometer.
Terrängen på Coal All Island är mycket platt. Öns högsta punkt är 36 meter över havet. Den sträcker sig 3,9 kilometer i nord-sydlig riktning, och 3,7 kilometer i öst-västlig riktning.
Runt Coal All Island är det glesbefolkat, med 11 invånare per kvadratkilometer.